# Les Alleuds, Maine-et-Loire

Les Alleuds este o comună în departamentul Maine-et-Loire, Franța. În 2009 avea o populație de 891 de locuitori.